# Samada
 (décembre 2022).
Si vous disposez d'ouvrages ou d'articles de référence ou si vous connaissez des sites web de qualité traitant du thème abordé ici, merci de compléter l'article en donnant les références utiles à sa vérifiabilité et en les liant à la section « Notes et références ».
Samada (Société Auxiliaire de Manutention Accélérée de Denrées Alimentaires) est le prestataire logistique de Monoprix.

## Description

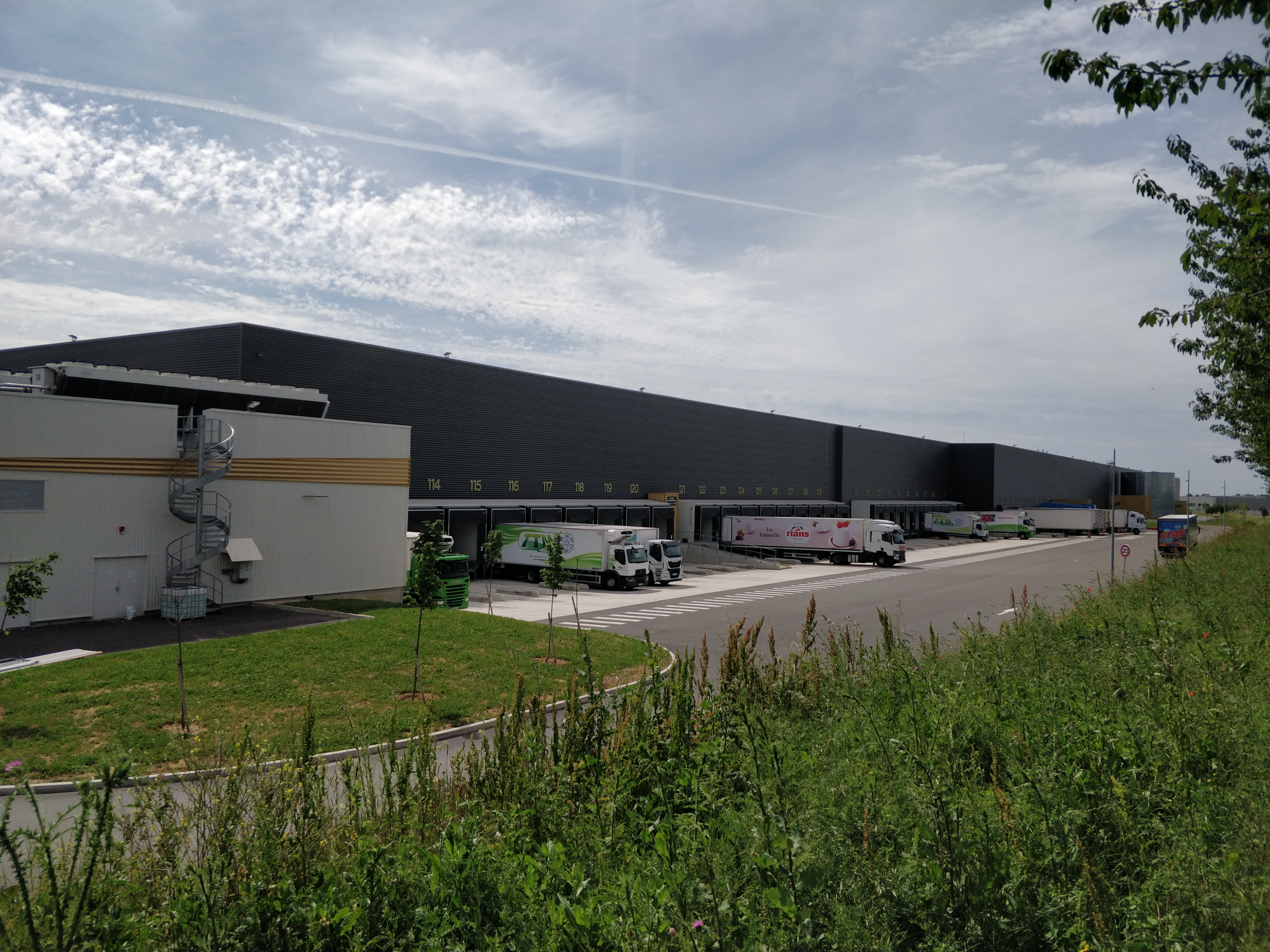
Le bâtiment de la SAMADA à Wissous.

C'est une Filiale à 100 % de Monoprix (elle-même filiale de Casino), Samada est le prestataire logistique du groupe. L’entreprise souhaitait améliorer la précision lors de l’éclatement des approvisionnements dans l’entrepôt, dans le cadre d’un processus orienté temps réel.
Regroupant 13 sites logistiques et totalisant 200 000 m2, le prestataire Samada gère 130 millions de colis par an pour 300 clients Monoprix, dont 60 % en Île-de-France. En octobre 2005, son site de Gennevilliers (Hauts-de-Seine), qui compte 130 employés, a mis en place des processus temps réel de bout en bout de sa chaîne logistique.

## Implantations
Le groupe ouvre en 2018 un entrepôt multi-température à Wissous, en remplacement de l’ancien entrepôt de Thiais. Le siège social de la logistique est également présent à Wissous.